# Everard Home
Sir Everard Home, 1. baronet, britanski zdravnik, * 6. maj 1756, † 31. avgust 1832.